# Kaposmérő
Kaposmérő es un pueblo ubicado en el distrito de Kaposvár, en el condado de Somogy, Hungría.

## Superficie
Posee una superficie de 13,98 kilómetros cuadrados.

## Demografía
Hasta 2019 la población era de 2388 habitantes, con una densidad de población de 170,8 habitantes por kilómetro cuadrado.